# Famille Murdaugh
Cet article concerne la famille Murdaugh. Pour la famille Murdoch, voir Famille Murdoch.

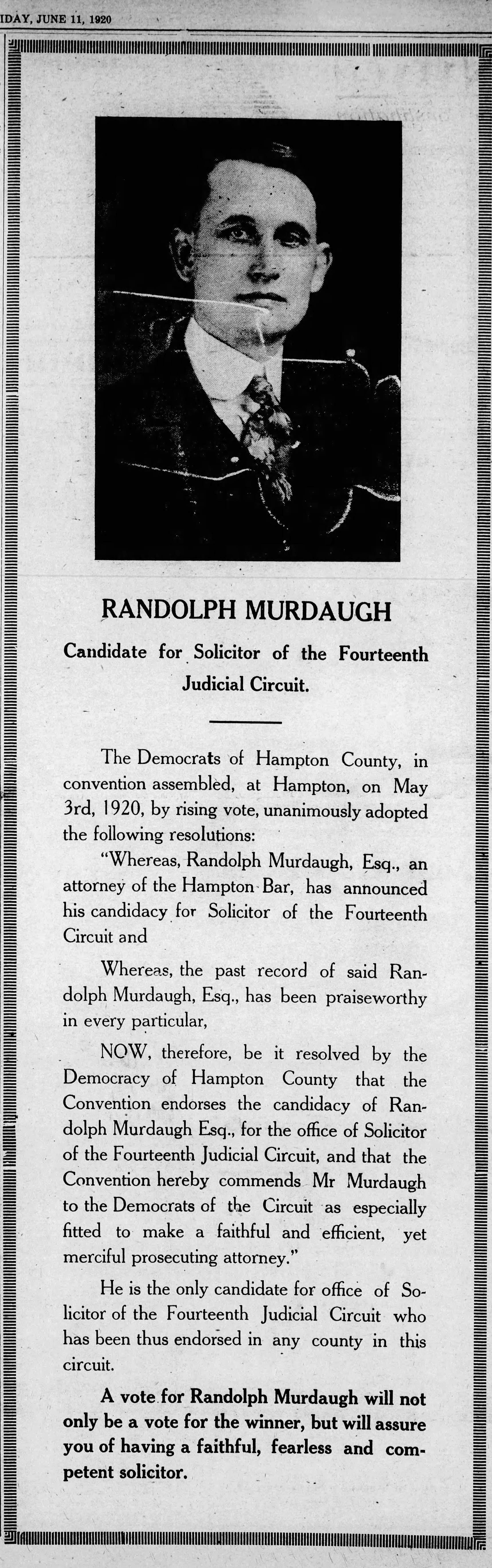
Extrait de la Beaufort Gazette en 1920 :, candidat comme procureur du 14e district judiciaire de l'État de Caroline du Sud.

La famille Murdaugh est une famille américaine originaire de la région du Lowcountry (en) en Caroline du Sud.
Trois générations de Randolph Murdaugh (Sr. (en), Jr. (en) et III (en)) exercent successivement les fonctions de procureur élu (procureur de district) pour le 14e district judiciaire de l'État de Caroline du Sud (en) entre 1920 et 2006. L'importance de la famille a conduit les habitants à surnommer ce district composé de cinq comtés « le pays des Murdaugh ». Outre ses fonctions juridiques, Randolph Murdaugh Sr. fonde le cabinet d'avocat familial Murdaugh, aujourd'hui Parker Law Group, spécialisé dans les litiges en dommages corporels.
Un fils de la quatrième génération, le riche avocat Richard Alexander « Alex » Murdaugh, mène une vie secrète, marquée par des actes de fraude, de corruption, de détournement de fonds, de vol et de trafic de stupéfiants pendant des décennies et faisant des dizaines de victimes, dont beaucoup sont défavorisées. Les crimes culminent en 2021 lorsqu'Alex assassine sa femme Margaret (Maggie) et son fils Paul à l'aide de plusieurs armes à feu à bout portant. Le procès d'Alex Murdaugh se solde par sa condamnation à deux peines consécutives de prison à vie sans possibilité de libération conditionnelle. L'affaire retient l'attention nationale pendant de nombreuses années et suscite une importante couverture médiatique, des films (notamment Murdaugh Murders: A Southern Scandal (en) diffusé sur Netflix) et des livres. La mort d'une gouvernante (Gloria Satterfield) est aussi suspicieuse dans le cas d'Alex Murdaugh.
Ses propres fils Paul Murdaugh et Buster Murdaugh sont eux-mêmes liés à divers affaires judiciaires dont respectivement la mort de Mallory Beach (en) et la mort de Stephen Smith.